# Conus semisulcatus
Conus semisulcatus é uma espécie de gastrópode do gênero Conus, pertencente à família Conidae.